# Stephen Wooldridge
Stephen Brian Wooldridge (Sydney, 1977. október 17. – 2017. augusztus 14.) olimpiai és világbajnok ausztrál kerékpárversenyző.

## Pályafutása
A 2004-es athéni olimpián 4000 méteres csapat üldözőversenyben aranyérmet nyert Graeme Brownnal, Brett Lancasterrel, Bradley McGeeval és Luke Roberts-cel. Négy világbajnoki arany- és egy bronzérmet szerzett ugyanebben a számban csapattársaival.
2017. augusztus 14-én öngyilkos lett.

## Sikerei, díjai
4000 m, csapat üldözőverseny
- Olimpiai játékok
  - aranyérmes: 2004, Athén
- Világbajnokság
  - aranyérmes: 2002, 2003, 2004, 2006
  - bronzérmes: 2005